# Atlant-Sojuz Airlines
Atlant-Sojuz Airlines var ett ryskt flygbolag som bland annat flugit Iljusjin Il-86, Iljusjin Il-96, Tupolev Tu-154-flygplan.

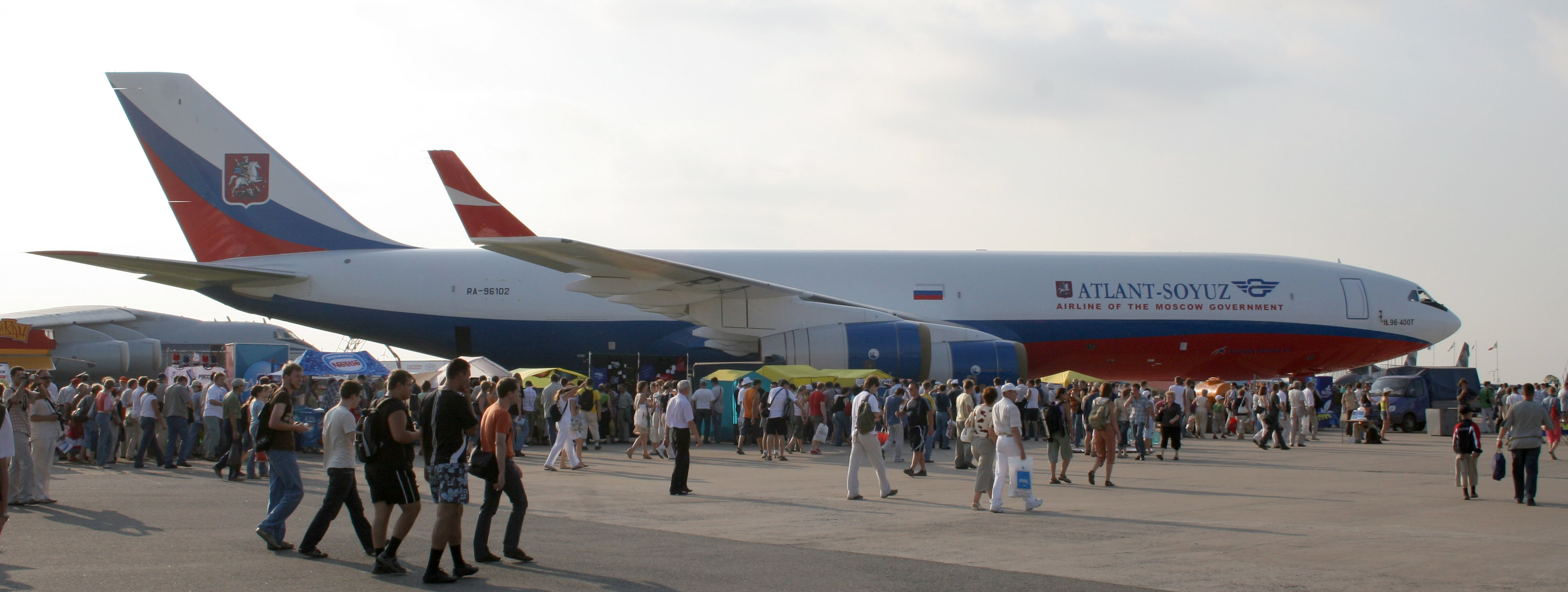
Atlant-Sojuz Airlines IL-96.